# Culoz
Culoz är en kommun i departementet Ain i regionen Auvergne-Rhône-Alpes i östra Frankrike. Kommunen ligger  i kantonen Seyssel som ligger i arrondissementet Belley. Kommunens areal är 19,36 km². År 2019 hade Culoz 3 004 invånare.

## Befolkningsutveckling
Antalet invånare i kommunen Culoz
Referens: INSEE